# Epiplema chalybeata
Epiplema chalybeata är en fjärilsart som beskrevs av Walker 1861. Epiplema chalybeata ingår i släktet Epiplema och familjen Uraniidae. Inga underarter finns listade i Catalogue of Life.